# 1000-km-Rennen von Silverstone 2007

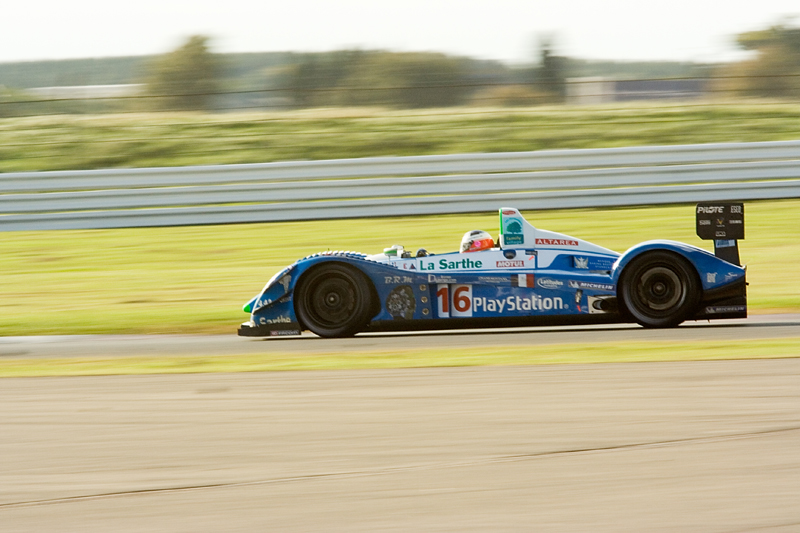
Emmanuel Collard am Steuer des zweitplatzierten Pescarolo Sport 01

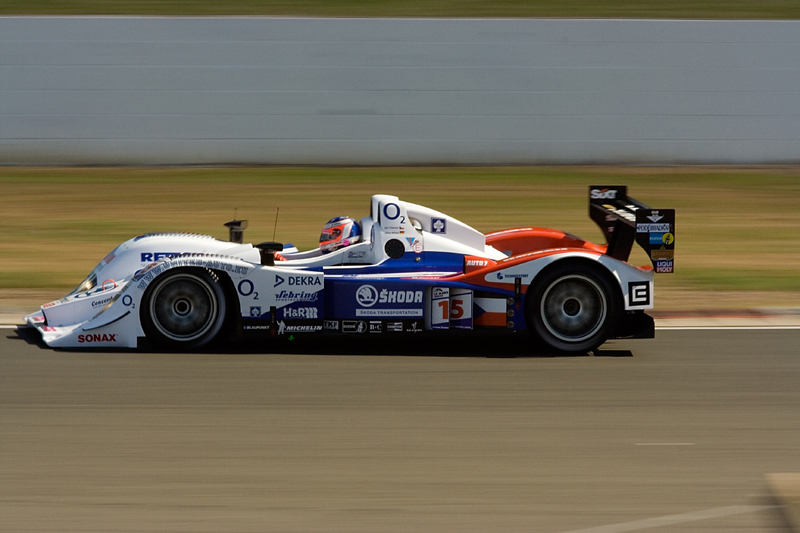
Stefan Mücke im Lola B07/17

Das 1000-km-Rennen von Silverstone 2007, auch 1000 Kilometres of Silverstone, fand am 16. September auf dem Silverstone Circuit statt und war der fünfte Wertungslauf der Le Mans Series dieses Jahres.

## Das Rennen
Das 1000-km-Rennen Silverstone auf dem Silverstone Circuit, nahe der Stadt Northampton, ging über eine Distanz von 195 Runden à 5,141 Kilometer, insgesamt 1002,495 Kilometer. Bei den bereits ausgefahren Wertungsläufen der Meisterschaft hatten sich die beiden Peugeot 908 HDi FAP als überlegene Le-Mans-Prototypen etabliert.
Mit einer Zeit von 1:31,692 Minuten fuhr Nicolas Minassian auf die Pole-Position, gefolgt von seinem Teamkollegen Pedro Lamy, der die erste Startreihe für Peugeot komplettierte. Die beiden Peugeots konnten ihre Startposition sofort in eine Führung umsetzen und legten schnell eine große Lücke zwischen sich und den Rest des Feldes. Während der Wagen mit der Nummer 7 ein problemloses Rennen hatte, begannen bei Rennhälfte die Schwierigkeiten bei dem zweiten Peugeot. Nach einem Reifenschaden rechts vorne musste Pedro Lamy fast eine komplette Runde auf der Felge fahren, um die Boxengasse zu erreichen. Bei der Fahrt mit dem sich auflösenden Reifen wurde der Vorderwagen rechts so stark beschädigt, dass das Licht ausfiel. Der Wagen wurde nach Reifenwechsel wieder auf die Bahn geschickt und Stéphane Sarrazin fuhr bis auf die zweite Stelle der Gesamtwertung vor. Da laut Reglement die Wagenbeleuchtung jederzeit vollständig funktionstüchtig sein musste, beorderte die Rennleitung den Wagen wenige Runden vor Schluss zur Kontrolle an die Box, weil am Peugeot nur das linke Vorderlicht an war. Da die Mechaniker das defekte Licht kurzfristig nicht reparieren konnten, wurde der Wagen aus dem Rennen genommen und von der Rennleitung nachträglich disqualifiziert.
Das Rennen endete mit dem Sieg von Gené und Minassian im Peugeot mit der Nummer 7. Der Vorsprung auf den zweitplatzierten von Henri Pescarolo gemeldeten Pescarolo Sport 01 von Emmanuel Collard und Jean-Christophe Boullion betrug im Ziel zwei Runden.

## Ergebnisse

### Schlussklassement
| 1               | LMP1 | 7  | Team Peugeot Total    | Marc Gené Nicolas Minassian                           | Peugeot 908 HDi FAP       | 195 |
| 2               | LMP1 | 16 | Pescarolo Sport       | Emmanuel Collard Jean-Christophe Boullion             | Pescarolo Sport 01        | 193 |
| 3               | LMP1 | 18 | Rollcentre Racing     | João Barbosa Stuart Hall Martin Short                 | Pescarolo Sport 01        | 191 |
| 4               | LMP1 | 9  | Creation Autosportif  | Jamie Campbell-Walter Felipe Ortiz Haruki Kurosawa    | Creation CA07             | 188 |
| 5               | LMP2 | 32 | Barazi Epsilon        | Juan Barazi Michael Vergers Karim Ojjeh               | Zytek 07S                 | 187 |
| 6               | LMP1 | 10 | Arena Motorsport      | Tom Chilton Max Chilton                               | Zytek 07S                 | 187 |
| 7               | LMP2 | 46 | Team LNT              | Tom Kimber-Smith Danny Watts                          | Zytek 07S                 | 186 |
| 8               | LMP2 | 40 | Quifel ASM Team       | Miguel Amaral Miguel Ángel de Castro Angel Burgueño   | Lola B05/40               | 185 |
| 9               | LMP2 | 25 | RML                   | Thomas Erdos Mike Newton                              | MG Lola EX264             | 184 |
| 10              | LMP2 | 31 | Binnie Motorsports    | William Binnie Allen Timpany Chris Buncombe           | Lola B05/40               | 132 |
| 11              | LMP2 | 35 | Saulnier Racing       | Jacques Nicolet Alain Filhol Bruce Jouanny            | Courage LC75              | 181 |
| 12              | GT1  | 55 | Team Oreca            | Stéphane Ortelli Soheil Ayari                         | Saleen S7-R               | 137 |
| 13              | GT1  | 59 | Team Modena           | Antonio García Darren Turner                          | Aston Martin DBR9         | 180 |
| 14              | LMP2 | 21 | Bruichladdich Radical | Stuart Moseley Tim Greaves Jacob Greaves              | Radical SR9               | 180 |
| 15              | GT1  | 73 | Alphand Aventures     | Jean-Luc Blanchemain Sébastien Dumez Vincent Vosse    | Chevrolet Corvette C5-R   | 177 |
| 16              | LPM2 | 45 | Embassy Racing        | Warren Hughes Darren Manning Neil Cunningham          | Radical SR9               | 177 |
| 17              | GT1  | 51 | AMR Larbre            | Gregor Fisken Steve Zacchia Gregory Franchi           | Aston Martin DBR9         | 175 |
| 18              | GT1  | 72 | Alphand Aventures     | Jérôme Policand Patrice Goueslard Oliver Gavin        | Chevrolet Corvette C6.R   | 174 |
| 19              | GT1  | 61 | Racing Box            | Piergiuseppe Perazzini Marco Cioci Salvatore Tavano   | Saleen S7-R               | 174 |
| 20              | GT2  | 96 | Virgo Motorsport      | Rob Bell Gianmaria Bruni                              | Ferrari F430 GT           | 173 |
| 21              | LMP1 | 12 | Courage Compétition   | Alexander Frei Jonathan Cochet                        | Courage LC70              | 173 |
| 22              | GT2  | 76 | Imsa Performance      | Raymond Narac Richard Lietz                           | Porsche 997 GT3 RSR       | 172 |
| 23              | GT2  | 85 | Spyker Squadron       | Mike Hezemans Peter Dumbreck                          | Spyker C8 Spyder GT2R     | 171 |
| 24              | GT2  | 94 | Speedy Racing Team    | Andrea Belicchi Andrea Chiesa Jonny Kane              | Spyker C8 Spyder GT2R     | 170 |
| 25              | GT2  | 97 | GPC Sport             | Alessandro Bonetti Fabrizio De Simone Matteo Bobbi    | Ferrari F430 GT           | 169 |
| 26              | GT2  | 78 | Scuderia Villorba     | Alex Caffi Denny Zardo                                | Ferrari F430 GT           | 168 |
| 27              | GT2  | 83 | GPC Sport             | Luca Drudi Johnny Mowlem Gabrio Rosa                  | Ferrari F430 GT           | 167 |
| 28              | GT2  | 92 | Thierry Perrier       | Philippe Hesnault Rob Barff Pedro Nevoa               | Porsche 997 GT3 RSR       | 164 |
| 29              | GT2  | 99 | JMB Racing            | Maurice Basso Bo McCormick Francisco da Cruz Martins  | Ferrari F430 GT           | 163 |
| 30              | GT2  | 98 | Ice Pol Racing Team   | Yves Lambert Christian Lefort Christian Kelders       | Ferrari F430 GT           | 163 |
| 31              | GT1  | 50 | AMR Larbre            | Christophe Bouchut Gabriele Gardel Fabrizio Gollin    | Aston Martin DBR9         | 160 |
| 32              | GT2  | 95 | JWA                   | Paul Daniels Dave Cox Joël Camathias                  | Porsche 997 GT3 RSR       | 159 |
| 33              | GT2  | 89 | Markland Racing       | Kurt Thiim Henrik Møller Sørensen                     | Chevrolet Corvette C6 Z06 | 157 |
| 34              | GT2  | 84 | Chad Peninsula Panoz  | John Hartshorne Sean McInerney Michael McInerney      | Panoz Esperante GTLM      | 97  |
| Disqualifiziert |      |    |                       |                                                       |                           |     |
| 35              | LMP1 | 8  | Team Peugeot Total    | Pedro Lamy Stéphane Sarrazin                          | Peugeot 908 HDi FAP       | 187 |
| Ausgefallen     |      |    |                       |                                                       |                           |     |
| 36              | LMP1 | 15 | Charouz Racing        | Stefan Mücke Jan Charouz                              | Lola B07/17               | 183 |
| 37              | LMP2 | 27 | Horag Racing          | Frey Lienhard Didier Theys Eric van de Poele          | Lola B05/40               | 183 |
| 38              | LMP1 | 19 | Chamberlain Synergy   | Gareth Evans Bob Berridge Peter Owen                  | Lola B06/10               | 173 |
| 39              | GT2  | 77 | Felbermayr-Proton     | Marc Lieb Xavier Pompidou                             | Porsche 997 GT3 RSR       | 156 |
| 40              | GT2  | 88 | Felbermayr-Proton     | Christian Ried Horst Felbermayr junior Johannes Stuck | Porsche 997 GT3 RSR       | 150 |
| 41              | GT2  | 82 | Team LNT              | Lawrence Tomlinson Richard Dean                       | Panoz Esperante GTLM      | 140 |
| 42              | GT2  | 90 | Farnbacher Racing     | Piers Masarati Pierre Ehret Lars-Erik Nielsen         | Porsche 997 GT3 RSR       | 72  |
| 43              | LMP1 | 17 | Pescarolo Sport       | Harold Primat Christophe Tinseau                      | Pescarolo Sport 01        | 67  |
| 44              | GT2  | 79 | Felbermayr-Proton     | Horst Felbermayr senior Gerold Ried Philip Collin     | Porsche 996 GT3-RSR       | 59  |
| 45              | LMP2 | 20 | Pierre Bruneau        | Marc Rostan Pierre Bruneau Simon Pullan               | Pilbeam MP93              | 57  |
| Nicht gestartet |      |    |                       |                                                       |                           |     |
| 46              | LMP2 | 26 | Ranieri Randaccio     | Ranieri Randaccio Giovanni Lavaggi                    | Lucchini LMP2-04          | 1   |

1 nicht gestartet

### Nur in der Meldeliste
Hier finden sich Teams, Fahrer und Fahrzeuge, die ursprünglich für das Rennen gemeldet waren, aber aus den unterschiedlichsten Gründen daran nicht teilnahmen.
| Pos. | Klasse | Nr. | Team                | Fahrer                                         | Chassis              |
| ---- | ------ | --- | ------------------- | ---------------------------------------------- | -------------------- |
| 47   | LMP1   | 13  | Courage Compétition |                                                | Courage LC70         |
| 48   | LMP2   | 29  | T2M Motorsport      | Yutaka Yamagishi                               | Dome S101.5          |
| 49   | LMP2   | 44  | Kruse Motorsport    | Tony Burgess Jean de Pourtales Norbert Siedler | Pescarolo Sport 07   |
| 50   | LMP2   | 81  | Team LNT            | Tom Kimber-Smith Danny Watts                   | Panoz Esperante GTLM |

### Klassensieger
| Klasse | Fahrer           | Fahrer            | Fahrer      | Fahrzeug            | Platzierung im Gesamtklassement |
| ------ | ---------------- | ----------------- | ----------- | ------------------- | ------------------------------- |
| LMP1   | Marc Gené        | Nicolas Minassian |             | Peugeot 908 HDi FAP | Gesamtsieg                      |
| LMP2   | Juan Barazi      | Michael Vergers   | Karim Ojjeh | Zytek 07S           | Rang 5                          |
| GT1    | Stéphane Ortelli | Soheil Ayari      |             | Saleen S7-R         | Rang 12                         |
| GT2    | Rob Bell         | Gianmaria Bruni   |             | Ferrari F430 GT     | Rang 20                         |

### Renndaten
- Gemeldet: 50
- Gestartet: 45
- Gewertet: 34
- Rennklassen: 4
- Zuschauer: unbekannt
- Wetter am Renntag: unbekannt
- Streckenlänge: 5,141 km
- Fahrzeit des Siegerteams: 5:41:45,230 Stunden
- Gesamtrunden des Siegerteams: 195
- Gesamtdistanz des Siegerteams: 1002,495 km
- Siegerschnitt: 176,003 km/h
- Pole Position: Nicolas Minassian – Peugeot 908 HDi FAP (#7) – 1:31,692
- Schnellste Rennrunde: Marc Gené – Peugeot 908 HDi FAP (#7) – 1:34,935 = 194,950 km/h
- Rennserie: 5. Lauf zur Le Mans Series 2007